# Гендерквір

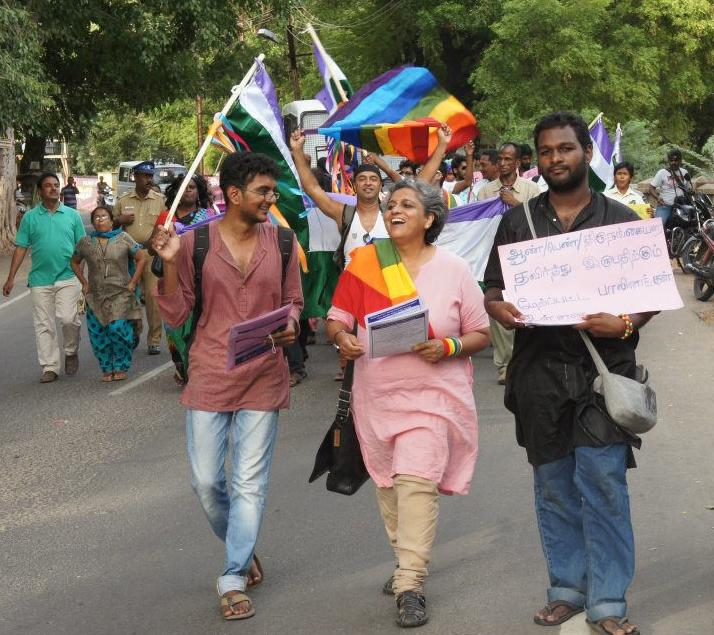
Перший гендерквір прайд-парад Азії в Мадурай

Гендерквір (англ. genderqueer, від гендер і квір) — гендерна ідентичність, відмінна від чоловічої та жіночої. Термін «гендерквір» (поряд з такими визначеннями, як «гендерно-варіантний», «гендерно-трансгресивний» та «гендерно-неконформний») розуміється як узагальнюючий для різних варіантів ідентичності. Гендерквіри можуть самоідентифікувати себе як:
- такі, що мають змішані або невизначені межі гендерної ідентичності та сексуальної орієнтації[2];
- такі, що ідентифікуються з двома статями (бігендер);
- нейтральні, позагендерні, нуль-гендерні, без гендерної ідентичності (аґендерні);
- з гендерною ідентичністю, що змінюється[3] (гендерфлюїд);
- такі, що мають третю стать або інший гендер (включає тих, хто не називають своєї статі)[4].

Концепція гендерквірності загострює увагу на тому, що відмова від бінарного розуміння гендерної ідентичності не зводиться до комбінації чоловічих та жіночих рис у рамках окремої особистості. Водночас активіст квір-руху Рокко Баллдеггер підкреслює, що трактування гендерквіру як самовизначення між двома традиційними гендерами, що зустрічається в багатьох ЗМІ, не охоплює важливої для цього явища ідеологічної складової — заклопотаності носіїв та носійок такої ідентичності репресивним тиском суспільства на гендерно-неконформних особистостей, бажання протистояти цьому тиску.
З ідеєю гендерквірності сполучена також концепція пансексуальності — сексуального потягу до людей з різними статями та гендерними ідентичностями.
Деякі гендерквіри бажають фізичної зміни статі або гормональної терапії, щоб виразити свою «переважаючу» стать. Багато гендерквірних людей бачать гендер та стать як окремі аспекти. Гендерна ідентичність визначається як внутрішнє відчуття себе жінкою, чоловіком, обома або жодним з них, в той час як сексуальна орієнтація - це фізична особливість індивіда, його романтичний та емоційний потяг до інших. Власне, гендерквіри можуть мати будь-які сексуальні орієнтації.
Крім зазначеного, термін гендерквір використовувався як прикметник для позначення будь-яких людей, хто порушує межі статі, незалежно від їхньої власної гендерної ідентичності.
У сучасному значенні початкова поява терміна зафіксована в 2001 в Інтернеті.
Гендерквір одним з 56 варіантів гендерної ідентичності доданий для користувацького вибору на Facebook в лютому 2014.

## Прапор гендерквірних людей

Прапор гендерквірних людей

Прапор гендерквір складається з трьох горизонтальних смуг і призначений для доповнення існуючих гендерних та статевих прапорів. Розроблений Мерилін Роксі та завершений в 2011 році.
Лавандовий колір — суміш блакитного та рожевого, традиційно асоціюється з чоловіками та жінками, і тому становить андрогінність. Білий виступає за відсутність статі (аґендер), відображаючи використання білого на прапорі трансгендерної спільноти, «нейтрального у гендерному відношенні», і темно-зеленувато-жовтий, що відображає всіх людей, які знаходяться поза бінарною гендерною ідентичністю.